# Muhammad Mushtaq Ali Khan Bahadur
Muhammad Mushtaq Ali Khan Bahadur (Rampur, 1856 – Rampur, 25 febbraio 1889) è stato un principe indiano.
Fu Nawab di Rampur dal 1887 al 1889.

## Biografia
Muhammad Mushtaq succedette a suo padre, il nawab Kalb Ali Khan Bahadur alla morte di questi nel 1887.
Malato da tempo, non fu in grado di governare autonomamente e pertanto si affidò ad un consiglio amministrativo composto da ministri da lui nominati. Riuscì comunque ad avviare importanti riforme in campo agricolo delle quali beneficiò largamente la popolazione di Rampur.
Morì nel 1889 e gli succedette al trono il figlio Hamid Ali Khan Bahadur.